# Pierre Gassmann (Politiker)

Pierre Gassmann

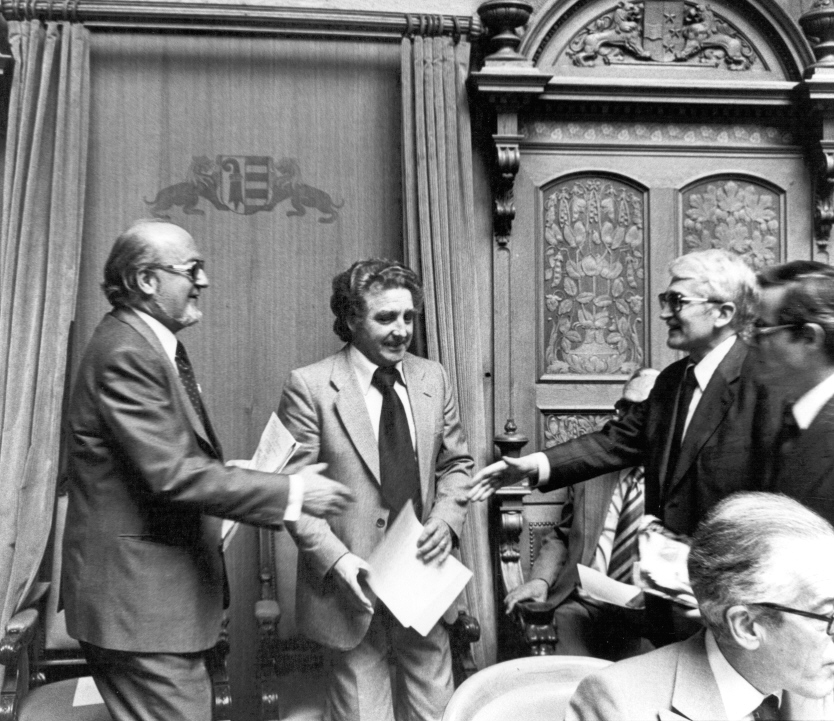
Roger Schaffter (links) und Pierre Gassmann (Mitte), die ersten Ständeräte des Kantons Jura

Pierre Gassmann (* 16. Dezember 1932 in Delémont; † 3. Mai 2011 in Saignelégier; heimatberechtigt in Charmoille) war ein Schweizer Politiker (SP).
Nach der Matura absolvierte Gassmann das Lehrerseminar in Porrentruy. Von 1962 bis 1967 unterrichtete er an der Primarschule in Berlincourt bei Bassecourt, danach bis 1997 an der Gewerbeschule in Delémont. Politisch aktiv war er ab 1952, zunächst als Mitglied der Jungsozialisten. 1962 wurde er für die SP in den Grossen Rat des Kantons Bern gewählt. 1971 folgte die Wahl in den Nationalrat. Als Vorstandsmitglied des Rassemblement jurassien setzte sich Gassmann für die Loslösung der französischsprachigen Gebiete des Kantons Bern und für die Gründung des Kantons Jura ein. Von 1976 bis 1978 gehörte er der verfassunggebenden Versammlung an, welche die Verfassung des neuen Kantons ausarbeitete. 1979, im Jahr der Kantonsgründung, wurde er als Nationalrat nicht mehr wiedergewählt, schaffte aber dafür die Wahl in den Ständerat und vertrat dort bis 1983 den Kanton Jura.